# Nuptialität
Nuptialität ist ein Begriff aus der Demografie und der Bevölkerungssoziologie. Er bezeichnet die Anzahl von Eheschließungen als eine Grundlage der Reproduktion und Bevölkerungsentwicklung. Die Demographie fragt nach dem Alter, die Soziologie nach Schicht oder Klasse der Eheschließenden sowie nach den sozio-ökonomischen Voraussetzungen einer Ehe. Demographische Daten zur Nuptialität in allen Ländern der Erde werden in unregelmäßigen Abständen im Demographic Yearbook der UNO publiziert. Historisch geht der Begriff vermutlich auf Johann Peter Süßmilch zurück, der sich um die Mitte des 18. Jahrhunderts in seinen Werken erstmals auch mit Eheschließungen als Faktor in demografischen Entwicklungen auseinandersetzte, auch wenn er den Begriff selber noch nicht verwendete.
Im wissenschaftlichen Kontext bezieht sich die Zahl dabei in der Regel auf eine definierte Menge von Personen, beispielsweise einer bestimmten Bevölkerungsgruppe oder einen bestimmten Jahrgang und wird gelegentlich auch auf die erstmals Verheirateten beschränkt. Da die Gesellschaft in den letzten Jahrzehnten einem gewissen Wandel unterliegt, was die Formen und Häufigkeiten  des partnerschaftlichen Zusammenlebens als Voraussetzung für Nachwuchs angeht, unterliegt auch der Begriff einem entsprechenden Wandel und beinhaltet bei Betrachtungen 'der Moderne' auch alle eheähnlichen Gemeinschaften. Weiter kommt für die Bezugsgröße Heirat als Grundlage der Nuptilität hinzu, dass die Möglichkeit zu monogamen Beziehungen auch von demografischen Faktoren ab hängen. So glaubte Süßmilch zum Beispiel, dass der Heiratsmarkt immer ausgeglichen ist. Diese Annahme gilt heute als widerlegt. Vielmehr haben Frauen im statistischen Mittel ein jüngeres Heiratsalter als Männer und in der Folge weisen wachsende Bevölkerungen einen Heiratsengpass für Frauen auf. Dies gilt bei schrumpfenden Bevölkerungen entsprechend umgekehrt. Stehen jedoch an Stelle aktueller Entwicklungen historische Zeiträume im Fokus der Betrachtung, in denen die kirchliche Ehe in einer Gesellschaft maßgebende Voraussetzung zur Reproduktion war, dann bietet die Einschränkung auf verheiratete Paare den Vorteil das kirchliche Standesbücher für statistische Betrachtungen die sicherste Datenbasis haben. Gemeinsam mit der Fruchtbarkeit und der Sterblichkeitsrate definiert somit die Nuptialität in Gesellschaften, in denen uneheliche Geburten die Ausnahme sind, die natürliche Bevölkerungsentwicklung abseits äußerer Einflüsse.